# Паулу Алвіш
Паулу Алвіш (порт. Paulo Alves, нар. 10 грудня 1969, Віла-Реал) — португальський футболіст, що грав на позиції нападника. По завершенні ігрової кар'єри — тренер.
Виступав, зокрема, за «Жіл Вісенте» та «Спортінг», а також національну збірну Португалії. Учасник Олімпійських ігор 1996 року в Атланті.

## Клубна кар'єра
Народився 10 грудня 1969 року в місті Віла-Реал. Вихованець юнацьких команд футбольних клубів «Абамбреш», «Віла-Реал» та «Порту».
У дорослому футболі дебютував 1988 року виступами за команду «Жіл Вісенте», в якій провів три сезони, взявши участь у 68 матчах чемпіонату. У 1990 році Паулу допоміг команді вийти в еліту і того ж року він дебютував у португальській Прімейрі. У 1991 році Алвіш покинув «Жіл Вісенте» і кілька сезонів без особливого успіху виступав за «Тірсенше» і «Марітіму». У 1993 році він зіграв чотири матчі за «Брагу», після чого повернувся в «Марітіму», де зміг виграти боротьбу за місце в основі.
У 1995 році Паулу підписав контракт з лісабонским «Спортінгом». Через рік він допоміг команді виграти Суперкубок Португалії. У 1997 році Алвіш на правах оренди перейшов в англійський «Вест Гем Юнайтед». Дебютував у Прем'єр-лізі 29 листопада 1997 року в матчі з «Астон Віллою» (2:1), але зіграв в англійському вищому дивізіоні всього чотири матчі, всі рази виходячи на заміну. Через три місяці він повернувся в «Спортінг» і в поєдинку проти «Кампомайренсе» зробив свій перший хет-трик в клубній кар'єрі.
У 1998 році Алвіш перейшов у французьку «Бастію» і відіграв один сезон у Лізі 1. У 1999 році він повернувся на батьківщину, де два сезони виступав за «Уніан Лейрія». У 2001 році Паулу повернувся в рідний «Жіл Вісенте» і виступав за команду протягом чотирьох років. У 2005 році він завершив кар'єру футболіста і продовжив роботу в клубі на посаді тренера.

## Виступи за збірні
1989 року у складі юнацької збірної Португалії (U-20) Алвіш виграв молодіжний чемпіонат світу в Саудівські Аравії, зігравши у 4 іграх і відзначившись забитим голом у матчі групового етапу проти Чехословаччини (1:0).
У 1996 році Паулу у складі олімпійської збірної Португалії взяв участь у Олімпійських Іграх в Атланті. На турнірі він зіграв у шести матчах і у поєдинку проти США (1:1) Алвіш забив гол, зайнявши з командою четверте місце.
9 жовтня 1994 року дебютував в офіційних матчах у складі національної збірної Португалії в відбірковому матчі до чемпіонату Європи 1996 року проти збірної Литви. 18 грудня в поєдинку кваліфікації проти збірної Ліхтенштейну він зробив «дубль», забивши свої перші голи за національну команду. 15 серпня у матчі-відповіді проти Ліхтенштейну Паулу оформив хет-трик. Всього протягом кар'єри у національній команді, яка тривала 3 роки, провів у її формі 13 матчів, забивши 8 голів.

## Кар'єра тренера
У 2005 році, після завершення кар'єри футболіста, Алвіш залишився в «Жіл Вісенте» і став її тренером. У 2008 році він прийняв пропозицію свого колишнього клубу «Уніан Лейрія», що також грав у другому дивізіоні, і став тренувати його. Через погані результати в сезоні 2008/09 Алвіша було звільнено з посади, але він залишився у цьому ж дивізіоні, перейшовши у «Візелу».
2009 року увійшов до тренерського штабу свого колишнього одноклубника Осеану у молодіжній збірній Португалії, паралельно очоливши юнацьку збірну Португалії до 20 років, з якою пропрацював у 5 матчах. 
У 2010 році він вдруге став наставником «Жіл Вісенте». У першому ж сезоні Алвіш вивів команду в еліту, а через рік став фіналістом Кубка португальської ліги. У 2013 році він покинув клуб і тренував «Ольяненсі», «Бейра-Мар» та іранський «Нассаджі Мазандаран». 
У 2015 році Алвіш очолив «Пенафіел», де пропрацював до 2017 року, після чого недовго очолював клуб «Уніан Мадейра».
У грудні 2017 року Паулу втретє у кар'єрі очолив рідний «Жіл Вісенте», але цього разу вже 23 лютого 2018 року пішов з посади за взаємною згодою, не вигравши жодного із своїх семи поєдинків на чолі команди.
Надалі після декількох місяців на Близькому Сході у клубі «Охуд» з Саудівської Аравії, Алвіш повернувся до другого дивізіону Португалії в червні 2019 року, ставши головним тренером «Варзіна».

## Титули і досягнення

### Як гравця
- Володар Суперкубка Португалії: 1996
- Молодіжний чемпіон світу: 1989

### Як тренера
- Переможець другого португальського дивізіону: 2010/11
- Фіналіст Кубка португальської ліги: 2011/12